# كارلوس أرياس توريكو
كارلوس أرياس توريكو (بالإسبانية: Carlos Arias Torrico)‏ هو لاعب كرة قدم بوليفي في مركز الدفاع، ولد في 26 أغسطس 1956 في Cliza Municipality ‏ في بوليفيا. شارك مع منتخب بوليفيا لكرة القدم. أما مع النوادي، فقد لعب مع نادي بوليفار ونادي خورخي ويلسترمان.

## وصلات خارجية
- كارلوس أرياس توريكو على موقع قاعدة بيانات كرة القدم.إي يو (الإنجليزية)
- كارلوس أرياس توريكو على موقع ناشيونال فوتبول تيمز (الإنجليزية)
- كارلوس أرياس توريكو على موقع عالم كرة القدم.نت (الإنجليزية)